# Lasioglossum longirostre
Lasioglossum longirostre är en biart som först beskrevs av Morawitz 1876.  Lasioglossum longirostre ingår i släktet smalbin, och familjen vägbin. Inga underarter finns listade i Catalogue of Life.